# Вич (община Дравоград)
Вижте пояснителната страница за други значения на Вич.
Вич (на словенски: Vič) е село в Словения, Корошки регион, община Дравоград. Според Националната статистическа служба на Република Словения през 2015 г. селото има 273 жители.